# Слободчики (Аромашевський район)
Слобо́дчики (рос. Слободчики) — село у складі Аромашевського району Тюменської області, Росія.
Населення — 437 осіб (2010, 514 у 2002).
Національний склад станом на 2002 рік:
- росіяни — 85 %